# ティハール

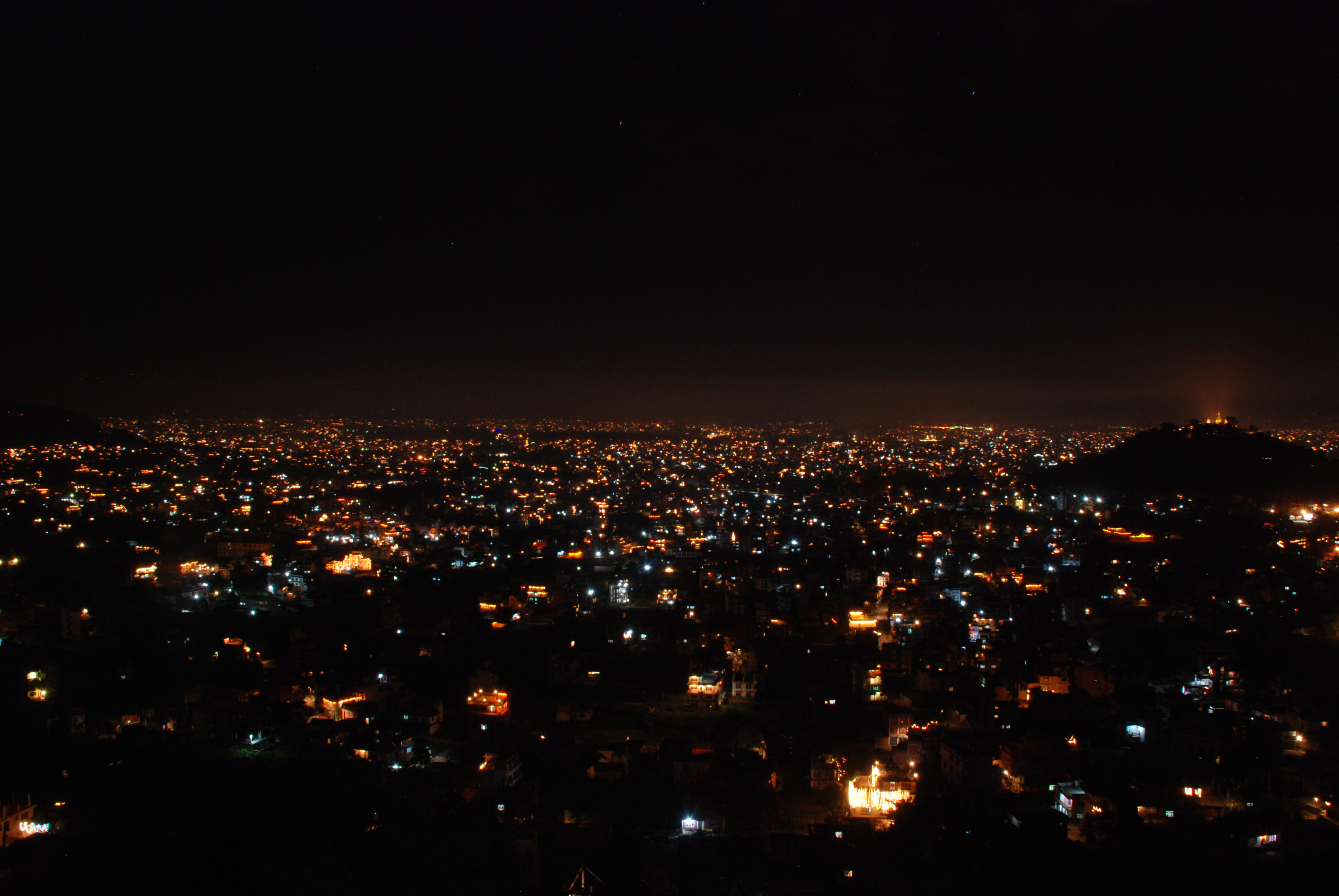
ティハール中のカトマンズの夜景

ティハール（ネパール語: तिहार、英語: Tihar）とは、ネパールの祭りのひとつ。ヴィクラマ暦のカルティーク月に5日間（年によって異なるが西暦の10月末から11月初めごろ）に渡って行われる。富と繁栄の女神であるラクシュミー（仏教の吉祥天）への祭祀を中心とした祭りで、夜には町中がランプや電灯で彩られる事から光の祭りと称される。またティハールはヤマ・パンチャック（ヤマの5日間）とも呼ばれる。この期間は死の神であるヤマが妹のヤムナの元を訪れて客として滞在するとされており、ヤマも敬われる。
元来はヒンドゥー教の祭りでインドのディーワーリーに相当するが、その内容はジャート（ネパールのカースト）によっても若干異なる。またネパールではヒンドゥ教徒だけでなく仏教徒であるネワール族でも行われる。ネワール語ではスワンティと呼ばれ、ネワール暦の新年を迎える祭りも兼ねており多少内容も異なる。ティハールは、ネパールのヒンドゥー教最大の祭りといわれるダサインに続いて行われ、ダサインに次ぐ規模の祭りとされるが、スワンティはネワール族最大の祭りといわれる。

## 概要

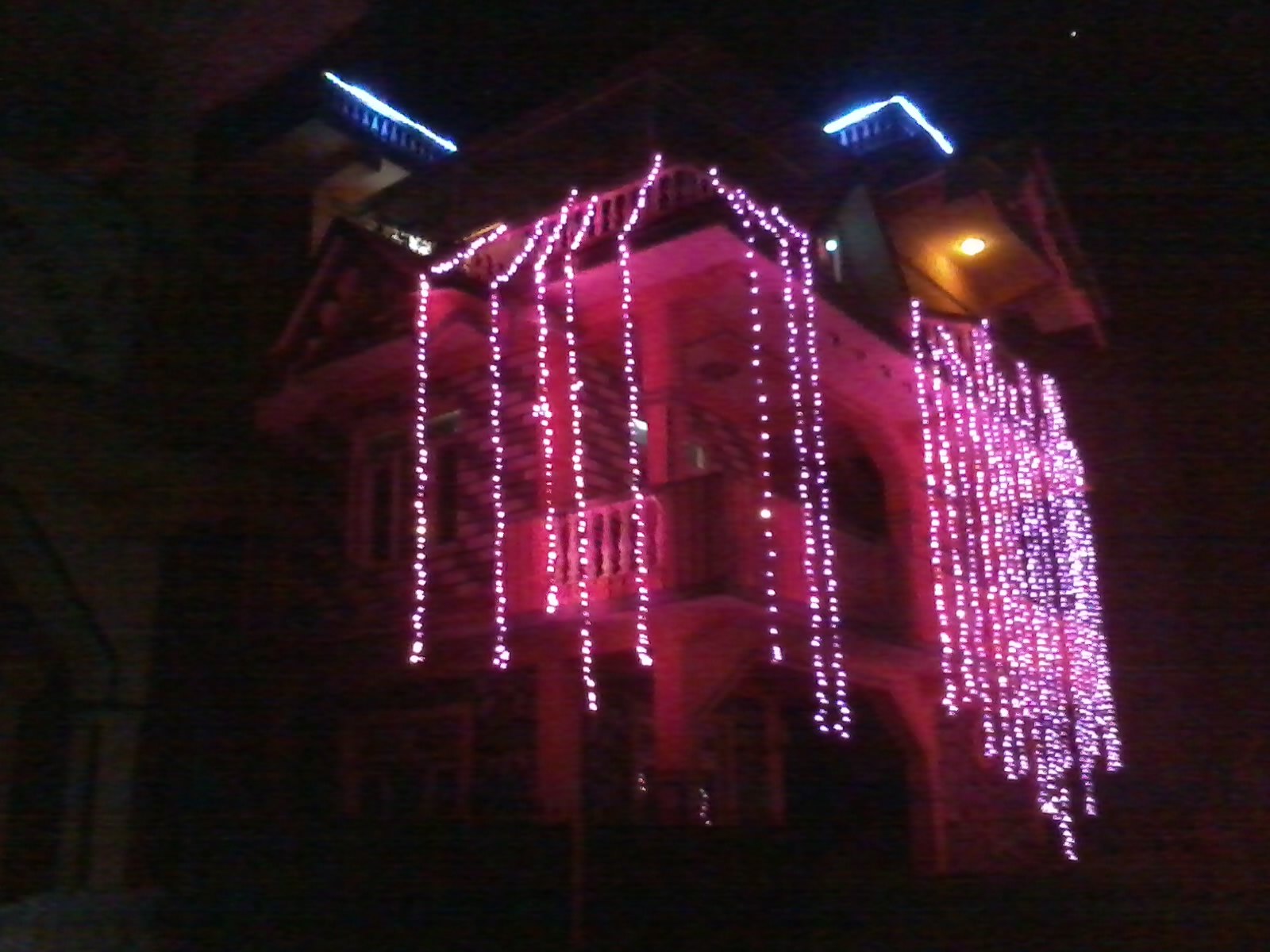
電灯で装飾された家

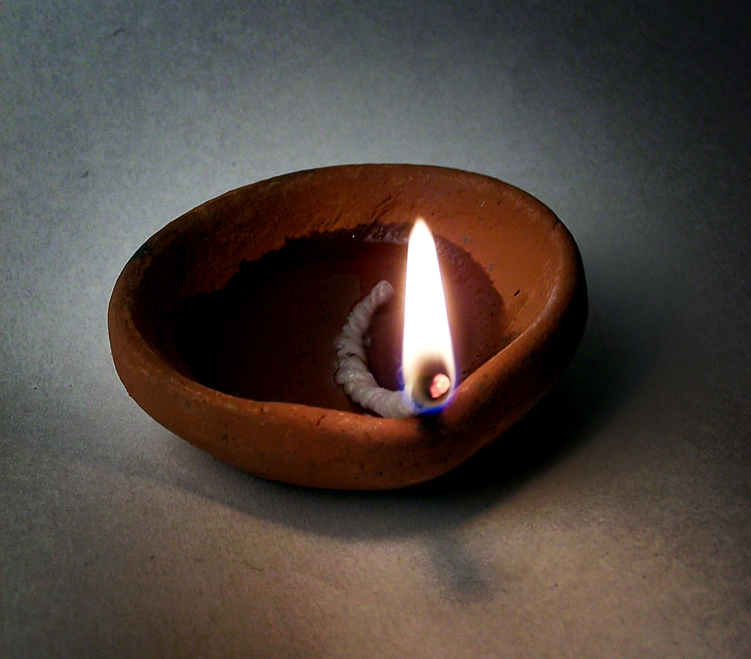
ディヴァ

ティハールは富と繁栄の女神であるラクシュミーを家に迎え入れようとする信仰に基づく祭りであり、家庭内での祭儀の性格が強い。サンスクリット語でラクシュミーは「めでたい事が起きる前兆、またはめでたい事」を意味する。インド神話ではヴィシュヌの妃のひとりとされ、ある伝承では現世に雌牛の姿で現れるとされている。
ラクシュミーは「清掃されて明るく輝く家にやって来る」とされ、人々は祭りの前から清掃を始めて初日からの3日間は家や店、職場などを明かりで飾る。伝統的な明かりはディヴァと呼ばれるランプで、素焼きの皿に木綿の灯芯を挿しからし油に火が灯される。ディヴァの他、ローソク・電灯などの明かり、そしてネパールで神聖な花とされるサヤパトリ（マリーゴールド）の花飾りで中庭・壁・屋上・ベランダ・窓際などを装飾する。
期間中には日ごとにカラス・イヌ・牛に対するプジャ（供養儀礼）が行われるほか、兄弟に対して姉妹がおこなうバイ・ティカと呼ばれる儀礼が行われる。また賭け事の運が上がる期間とされ、特にラクシュミーが好むとされる小安貝のゲームが良く行われる。いっぽうで金銭取引は不運を招くとされ、ビジネスは実質的に停止する。

## 祭りの日程

### 1日目
1日目はカラス（カグ）にプジャする日で、ネパール語でカグ・バリ、ネワール語でコ・プジャと呼ばれる。カラスは吉凶の知らせを運んでくるヤマの使い、あるいは死者の化身とされる。
プジャは沙羅双樹の葉を皿にして、チューラ（米を籾ごと茹でて、ついてから煎ったもの）のほかランプ・小銭・香華などを添える。これを良い知らせだけを運んでくるよう祈りながら儀式を行い、屋上などに置いて祝福する。

### 2日目

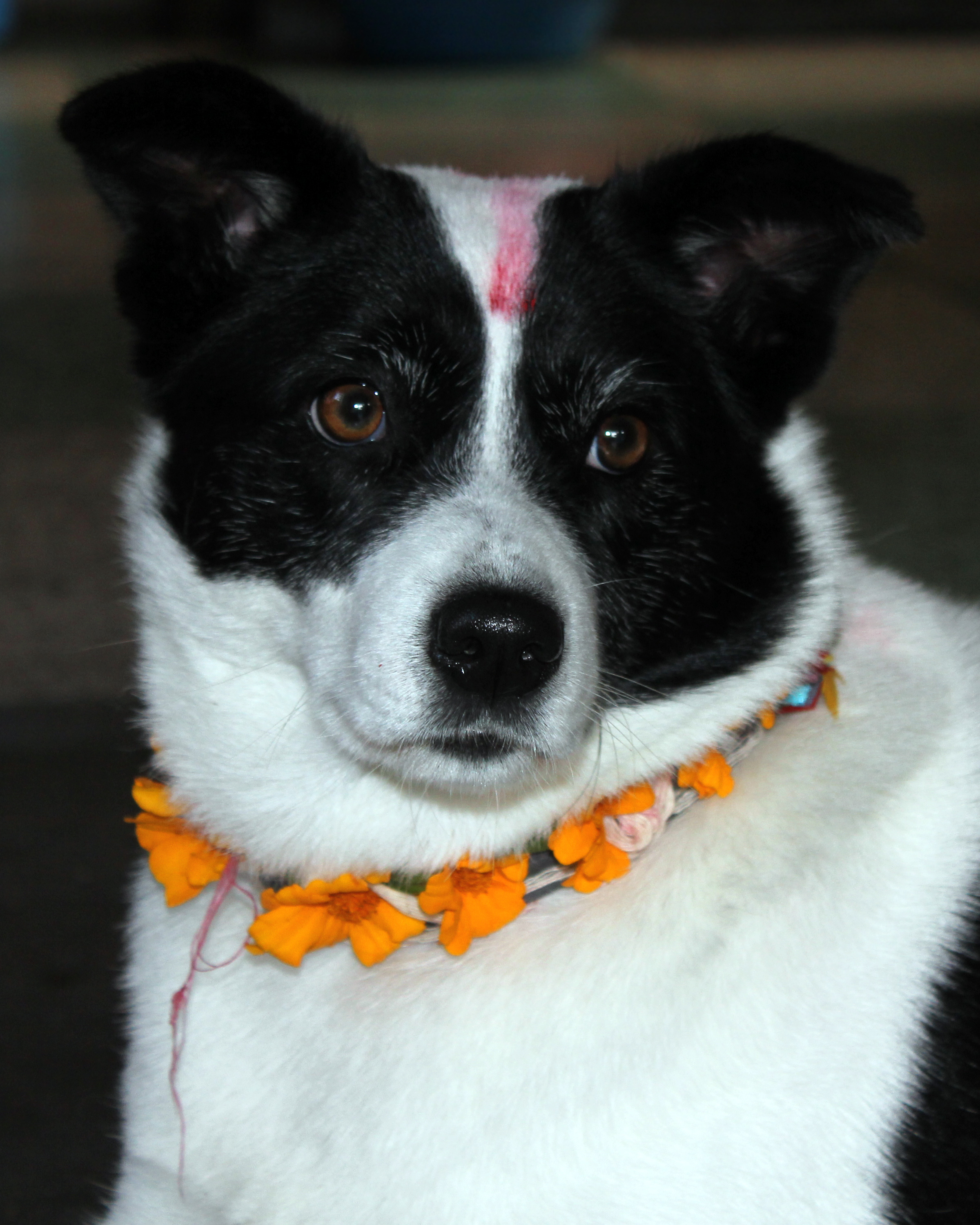
プジャされた犬

2日目は犬（クックル）にプジャする日で、ネパール語でクックル・プジャ、ネワール語でキッチャ・プジャと呼ばれる。犬は、死者の霊が裁きを受けに向かう時に支障がないよう取り計らうとされ、ヤマが支配する死者の国の門番、あるいはバイラブ神の乗物とされている。
犬は額にティカを付けられ、首にはサヤパトリで作られた花輪が掛けた上で、好物が供養される。ネパールには野良犬が多くいるが、犬を飼っていない人々は手近な野良犬をプジャするため町中でプジャされた犬を目にすることが出来る。

### 3日目

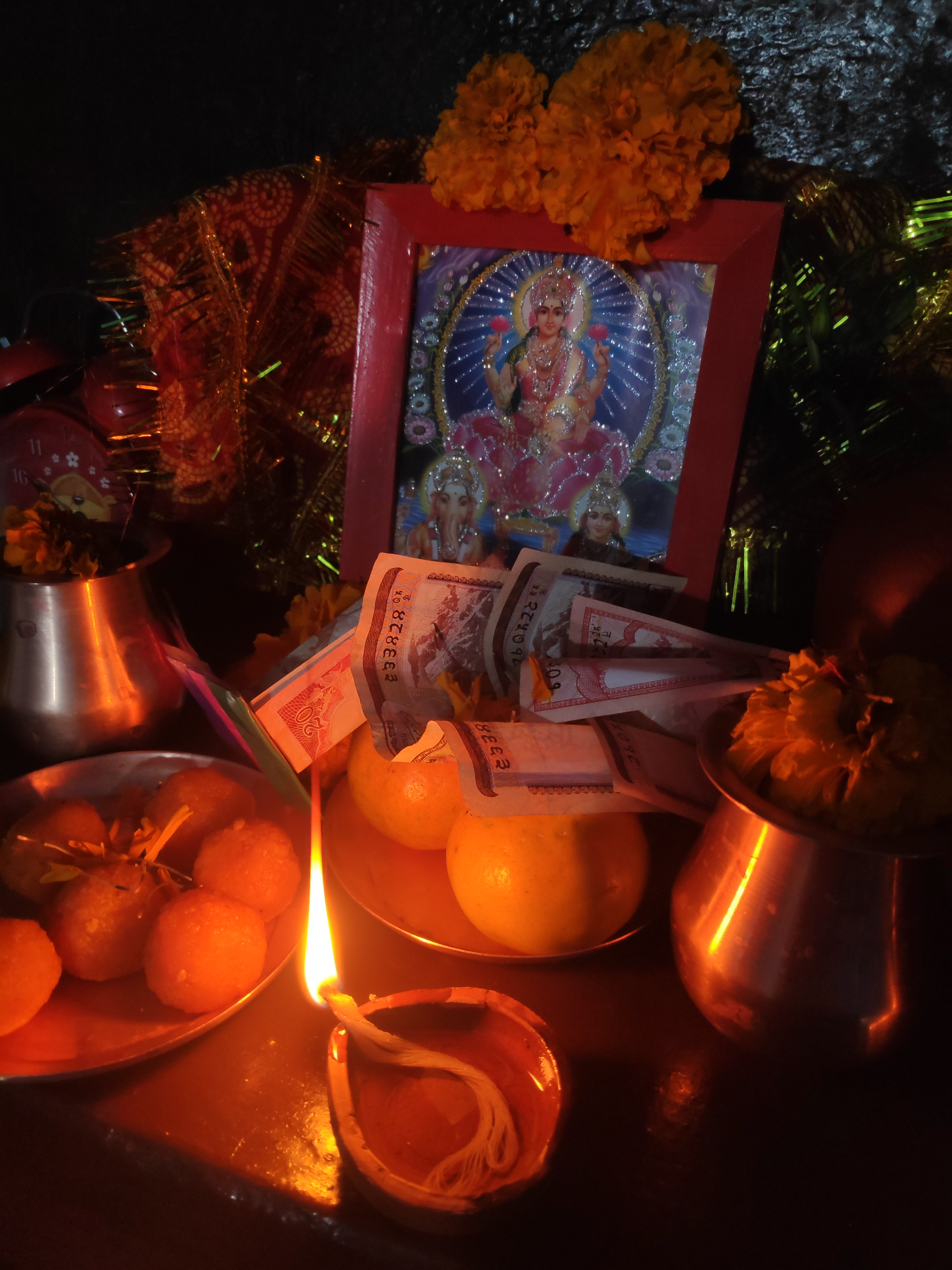
プジャされるラクシュミー像

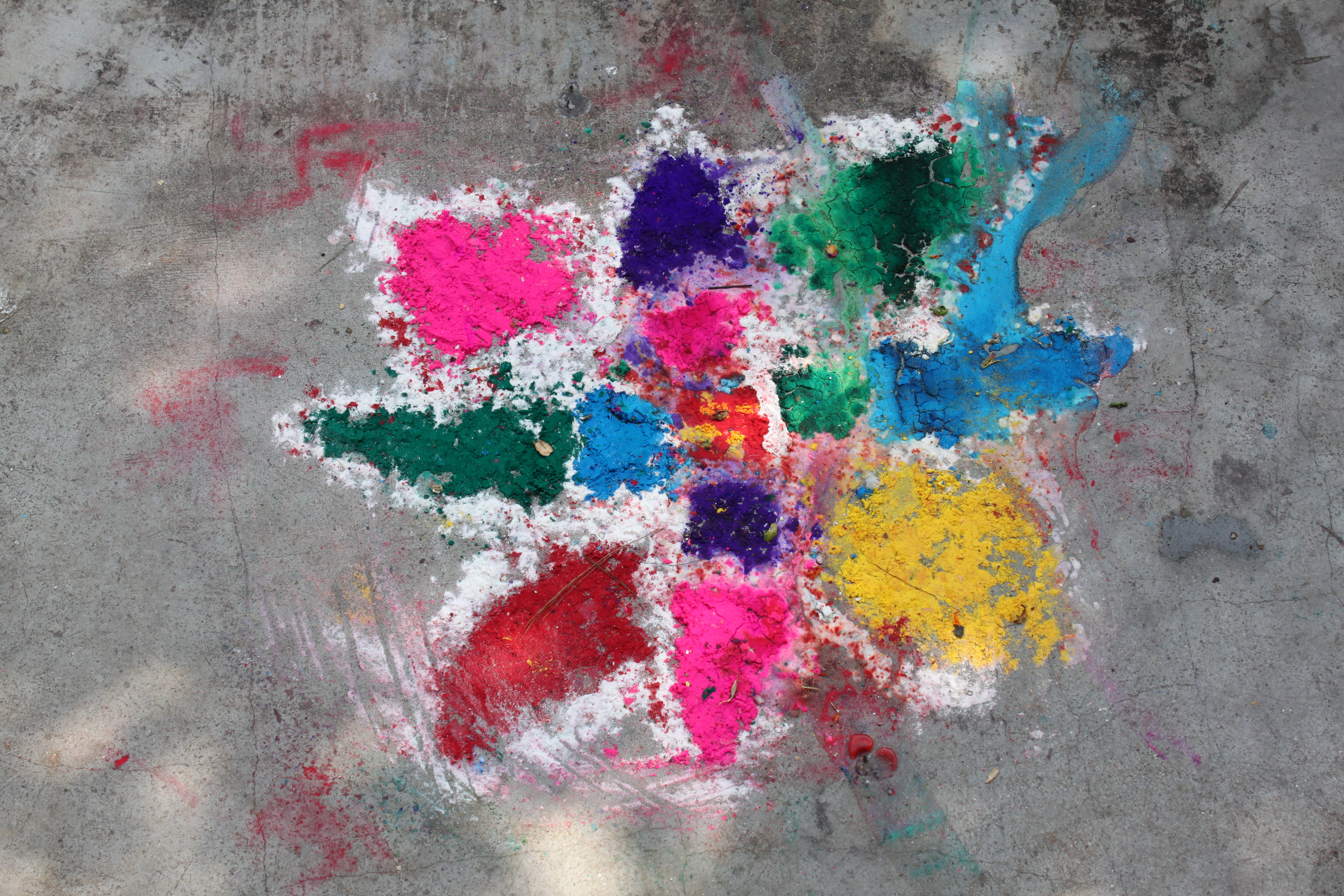
道しるべに記されたランゴリ（砂絵）

3日目はラクシュミーがプジャされる。
朝からラクシュミーの現世での姿である雌牛（ガイ）をプジャするガイ・ティハールが行われる。雌牛は体を洗われ、額にティカを付けてサヤパトリの首輪を掛けて、好物を供養する。鈴を鳴らして家族が雌牛をプジャし、女性はティカを付けて儀礼が終了する。都会は牛を飼う人が少ないので、雌牛を飼う人のところには次々を人が訪れ、繰返しプジャが行われる。
また、牛は迷える死者の霊を彼岸に導くとされている。3か月前のジャナイ・プルニマ（健康を祈願する祭り）でブラーミン（ネパールのカーストで司祭）に聖なる紐（ラクシャ）を手首に巻いてもらった人は、ヴァイタラニ川（三途の川）を無事に渡れるよう祈ってラクシャを牛の尾に結び替える。
夜にはラクシュミーの来訪を祈るラクシュミー・プジャが行われる。家の全ての扉や窓を光で飾り付ける。玄関先から女神像が置かれた部屋までは、赤や黄色い粉などを使ってラクシュミーを招く道筋を床に描く。女神像の前には現金・宝石などを入れた箱を用意し、新たに貴重品を納めて財産が増えるよう祈念される。このお金はよほどの緊急時以外は使われる事は無い。また女神像にはサヤパトリ・果物・お菓子などを供養して、ラクシュミーをプジャする。この際に、牛乳から聖水で清めた硬貨などを供養すると、幸運を招くとされている。
ビジネスマンは職場・店・工場などでプジャを行う。彼らは友人や親戚をプジャに招き、会計簿を置いてスワスティック印を置いて繁盛を祈願する。プジャが終わると居合わせた人にはお菓子が振る舞われる。
昔はこの夜に女性や子供たちが戸口を回って、お金やお菓子を貰う風習があった。子供たちは神の使いになって家々を回って祝福の歌や踊りを披露し、訪問を受けた家では竹で編んだ籠にお菓子や現金を入れて差し出す。また花火を打ち上げる風習もあったが、現在は花火が禁止されている。しかし爆竹が鳴らされる事はある。

### 4日目

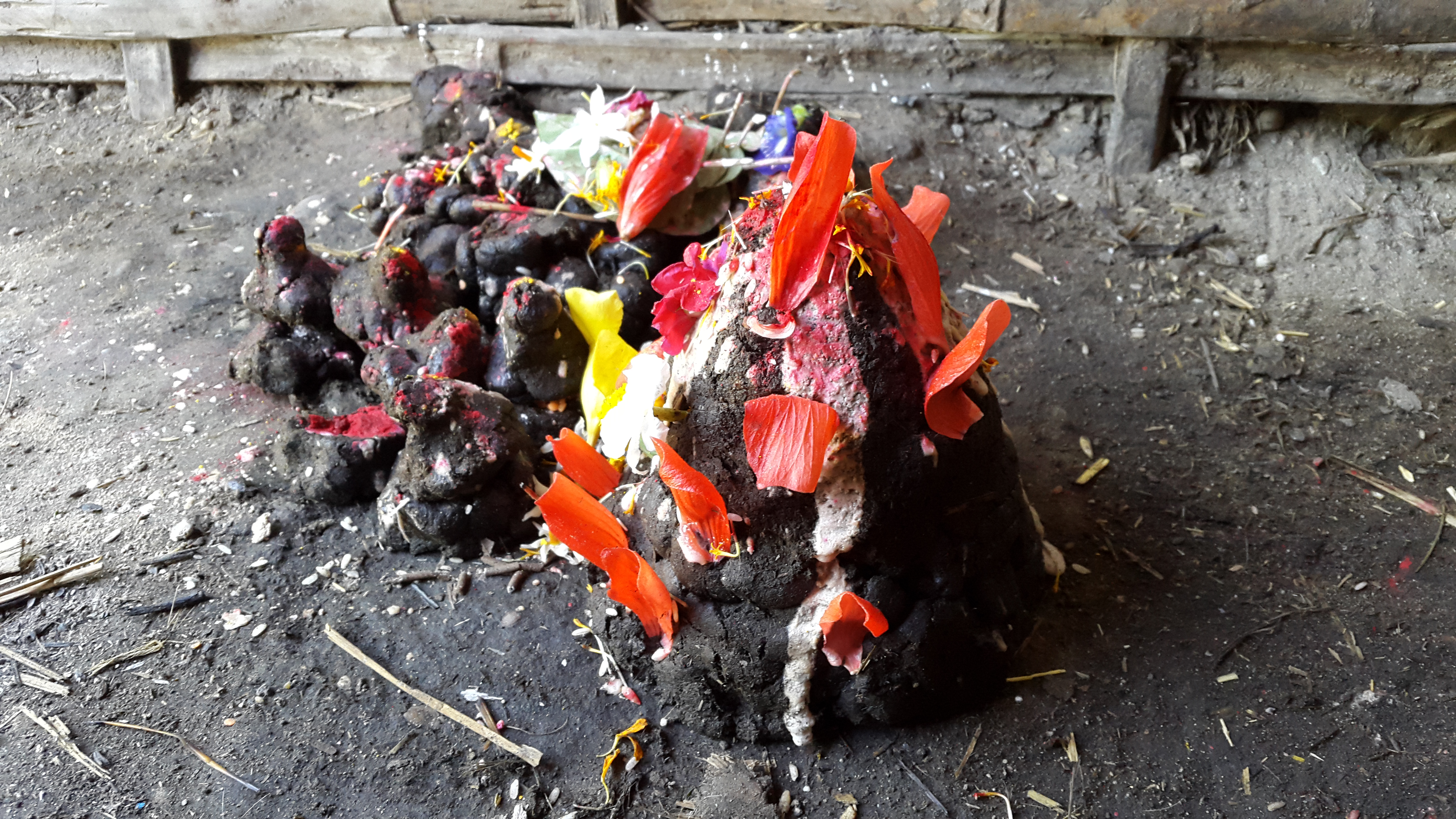
ゴバルダンの山に見立てた牛糞

4日目はヒンドゥー教徒はゴバルダン・プジャを行う。ゴバルダン・プジャでは、ヒンドゥー教で浄祓に用いられる牛糞が用いられる。牛小屋の中に牛糞をうず高く盛ってこれをゴバルダンの山に見立て、サヤパトリで飾り聖なる水が注がれる。ここに果物や牛乳・お菓子を供える。プジャは家族で一番年長の女性が執り行い、参加するのも女性に限られる。ゴバルダン・プジャには、インドラが大雨を降らせたとき、クリシュナがゴバルダンの山を引き抜いて傘にして人と牛と大地を守ったという伝承があり、牛や農機具・家の道具もプジャの対象となる。また地域によっては家畜の健康が祈願される。
いっぽうでネワール族ではマ・プジャが行われる。この日はネワール暦の元日にあたり、自分や家族の魂を清めて息災が祈願される。マ・プジャは「我を自覚し、自身をプジャする」という意味であり、神が人の体に宿り、人が神になるとされる。マ・プジャは土間を牛糞と赤土で清めた部屋で行われる。家族が集まると全員に1つずつ、そして死の神とその使者に1つずつの曼荼羅が描かれる。曼荼羅は油で濡らした床に米粉や石灰を散らして描かれ、さらに色粉を使って装飾される。各人は曼荼羅の前に坐ると、まず父親が死の神とその使者に対してプジャを行う。続いて母が父、息子、娘、母の順にプジャを行う。プジャではご飯で作った小さなピラミッドや、サテンの首飾り、果物・花・木の実、幸運を招くと言われる食べ物のほか、額にティカと付けて、生命と知恵を表すランプが供養される。また、新年を祝うパレードが行われるほか、ネワールの商人はこの日に合わせて新しい帳簿を開く。

### 5日目

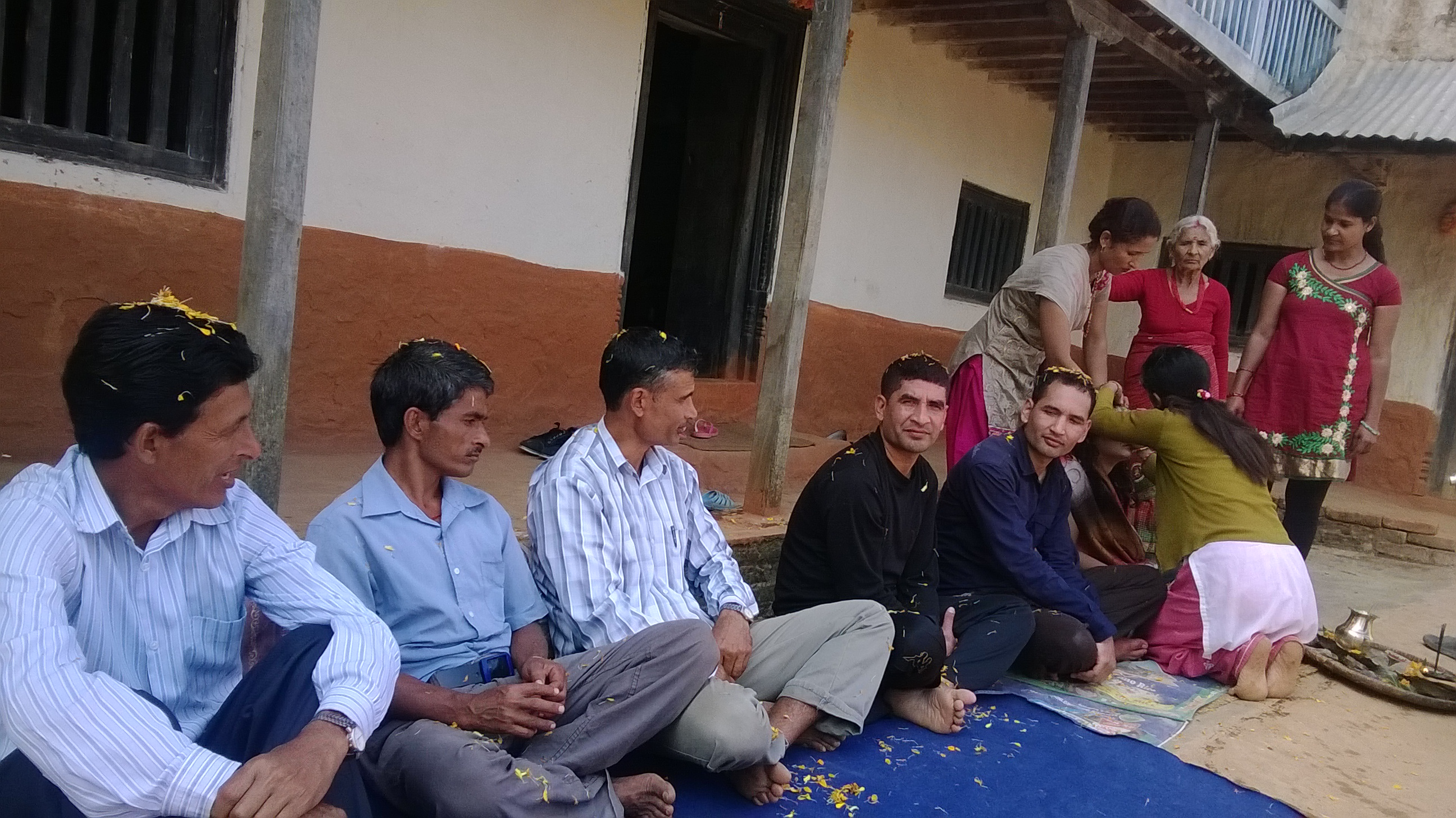
プジャを受ける男性

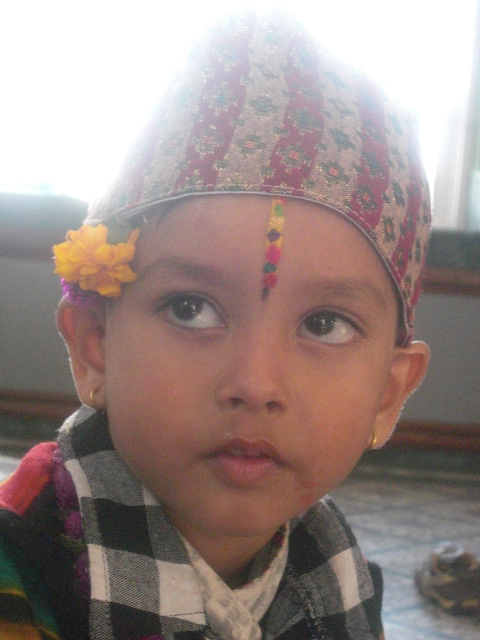
ティカを付けた男の子

5日目は兄弟（弟をバイという）を姉妹がプジャする日で、バイ・ティカあるいはキジャ・プジャと呼ばれる。姉妹は兄弟の長寿と幸福を祈ってプジャを行い、その返礼に現金や衣服を贈られ幸せな人生が祈願される。姉妹がいない男性は従姉妹や姉妹と見放す女性に同様のプジャを行ってもらう。カトマンズにあるラニ・ポカリという池では、細い橋を渡った先にお堂がある。お堂は普段は閉ざされているがバイ・ディカの日には解放され、姉妹のいない男性にティカを付ける女性が集まる場所となっている。男性から女性にはお礼として現金が渡される。
このプジャの起源は伝説の少女ジャムナとされる。ヤマが重い病に罹る弟の命を奪おうとやってきたとき、ジャムナは命を奪わないように祈願した。ジャムナが弟をプジャし、またヤマにも長時間のプジャを行っていることを知ったヤマは、草花の供養が絶えない間は命を奪わないと約束した。そしてジャムナは約束を守り、ヤマから弟を救ったという伝説である。
一例としてネワール族のバイ・ティカの進行を記す。バイ・ディカは、女性が家の入口で行うチトラ・グプタとヤマラージャへのプジャから始まる。次に女性はバイ・ティカを行う部屋に入り、邪気が入らないように結界を張る。男性が着席するとその前に曼荼羅を描き、火がともされた木綿糸が置かれる。この火が消えない間にプジャを終わらせるのが決まりとなっている。女性は男性に赤く染めたご飯を渡し、男性はそれを床と天井に投げつけて大地と家をプジャする。続いて女性は男性にティカを付ける。このティカはまず黄色い線を引き、その上に七色のティカを付ける。その後、女性は男性の頭・両肩・両ひざに軽く触れて全身をプジャする。その後で聖なる水を少し掛けて、花輪を男性の首にかけて果物やお菓子などを供養する。最後に男性が女性に対して贈り物を渡し、女性の幸福を祈る。
過去にはネパール国王が吉祥の時間にバイ・ティカを受け、その時間に合わせて31発の祝砲が撃たれていた。